# Comuna Holubievîci, Narodîci
Holubievîci (în ucraineană Голубієвицька сільська рада) este o comună în raionul Narodîci, regiunea Jîtomîr, Ucraina, formată din satele Buda-Holubievîci, Holubievîci (reședința), Nedașkivka, Vaskivți, Vîla și Zavodne.

## Demografie
Componența lingvistică a comunei Holubievîci
     Ucraineană (100%)
Conform recensământului din 2001, toată populația comunei Holubievîci era vorbitoare de ucraineană (100%).